# Marlen Chuciev
Marlen Martynovič Chuciev (in russo Марлен Мартынович Хуциев?; Tbilisi, 4 ottobre 1925 – Mosca, 19 marzo 2019) è stato un regista georgiano.
Sovietico di nascita, fu nominato Artista Nazionale dell'URSS nel 1986.

## Biografia
Il padre di Marlen Martynovič, Martyn Levanovič Chucišvili (la famiglia ha origini georgiane), era un membro del Partito Comunista dell'Unione Sovietica rimasto vittima delle purghe staliniane del 1937. La madre, Nina Michailovna Utenešvili, era un'attrice. Chuciev studiò regia con Sergej Gerasimov al VGIK, diplomandosi nel 1952. Lavorò come regista negli studi cinematografici di Odessa dal 1952 al 1958, e dal 1965  definitivamente alla Mosfil'm.
Nel suo primo lungometraggio, Primavera in via Zarečnaja (1956), narrò una storia d'amore tra un operaio e un'insegnante, che anticipa alcuni elementi della sua poetica e del cinema del disgelo, con un'attenzione particolare per le incertezze sentimentali dei personaggi. Tre anni dopo, il successo di I due Fëdor lanciò l'attore Vasilij Šukšin come "un nuovo tipo di eroe popolare" da contrapporre ai personaggi idealizzati ed esemplari del realismo socialista.
Il carattere autoriale del suo cinema arrivò alla maturazione nel 1965 con Ho vent'anni, una delle espressioni più compiute del cinema sovietico degli anni sessanta. Retto da un esile filo narrativo, il film ritraeva la gioventù dell'epoca attraverso le vicende di tre ragazzi moscoviti, mescolando la scena pubblica a quella privata e la fiction realista a scene fantastiche e sequenze documentarie. La pellicola venne criticata da Nikita Chruščëv, che chiese il cambio del titolo (in origine Fortezza Il'ič) e il taglio di circa mezz'ora. Anni dopo, Chuciev descriverà così il suo rapporto con Chruščëv:
Nel 1966 fu tra i firmatari di una petizione rivolta a Leonid Brežnev per bloccare la riabilitazione di Stalin. Lo stesso anno girò  Pioggia di luglio, che non abbandona la libertà formale del film precedente, ma questa volta sono i toni pessimisti e disillusi a prendere il sopravvento. Con la fine del disgelo, Chuciev si dedicò in prevalenza all'insegnamento al VGIK e a progetti televisivi (tra i quali Era il mese di maggio, sul tema della shoah vista dell'Armata rossa). Nel 1974, dopo la morte del maestro Michail Romm, terminò con Elem Klimov il film di montaggio Eppure credo. Tornò al lungometraggio narrativo nel 1983 con Epilogo; più lineare nella struttura rispetto ai film degli anni sessanta, la storia dell'incontro tra un intellettuale moscovita e il suocero (un anziano e ancora energico reduce della Grande guerra patriottica) offre a Chuciev un'altra occasione per parlare del presente attraverso il rapporto tra le generazioni.
Nel 1986 fu nominato Artista del popolo dell'Unione Sovietica. Nel 1992 raggiunse il vertice della sua produzione con il fluviale Infinitas, una complessa riflessione sui limiti dell'esistenza e sulla storia, girata durante la dissoluzione dell'Unione Sovietica.
Il 19 dicembre 2008 fu eletto segretario dell'Unione Cinematografica Russa, ma il 17 marzo 2009 il congresso durante il quale era stato eletto venne dichiarato illegale. Il congresso successivo nominò come nuovo segretario Nikita Michalkov, molto vicino al partito Russia Unita. A seguito dello scontro con Michalkov, nel maggio seguente Chuciev fu espulso dal consiglio accademico del VGIK; fu in seguito riammesso, ma esclusivamente in qualità di membro onorario.

## Filmografia

### Lungometraggi
- Primavera in via Zarečnaja (Весна на Заречной улице) (1956)
- I due Fëdor (Два Фёдора) (1959)
- Fortezza Il'ič / Ho vent'anni (Застава Ильича / Мне двадцать лет) (1965)
- Pioggia di luglio (Июльский дождь) (1966)
- Eppure credo... (И всё-таки я верю...) - con Michail Romm ed Elem Klimov, documentario (1974)
- Epilogo (Послесловие) (1983)
- Infinitas (Бесконечность) (1992)
- Gente del 1941 (Люди 1941 года) - documentario (2001)

### Film televisivi
- Era il mese di maggio (Был месяц май) (1970)

### Cortometraggi
- Le città (Градостроители) (1950)
- Venice 70: Future Reloaded - episodio In perpetuum infinituum (2013)

## Riconoscimenti
- Locarno Film Festival
  - 2015 – Pardo alla carriera[5]